# Rienk Mast
Rienk Johannes Mast (Groninga, 19 luglio 2001) è un cestista olandese.

## Palmarès
- Campionato olandese: 1

Donar Groningen: 2017-18
- Coppa d'Olanda: 1

Donar Groningen: 2018
- Supercoppa d'Olanda: 1

Donar Groningen: 2018